# Surkumar Singh
Surkumar Singh (Imphal, India; 21 de marzo de 1983) es un futbolista indio que juega en la posición de lateral derecho con el United Sikkim.

## Carrera

### Club
| Periodo   | Club            | Apariciones | Goles |
| --------- | --------------- | ----------- | ----- |
| 2000–2001 | East Bengal     | 19          | 2     |
| 2001–2003 | Mahindra United | 34          | 0     |
| 2003–2004 | East Bengal     | 0           | 0     |
| 2004–2007 | Mahindra United | 34          | 0     |
| 2007–2009 | East Bengal     | 16          | 0     |
| 2009–2012 | Mohun Bagan AC  | 30          | 4     |
| 2013–2014 | Mumbai Tigers   | 0           | 0     |
| 2014–     | United Sikkim   | 6           | 0     |

### Selección nacional
Jugó para India en 52 ocasiones de 2001 a 2011 y anotó dos goles; ganó la Copa Desafío de la AFC 2008, la Copa Dorada de la SAFF 2005 y dos ediciones de la Copa Nehru, además de participar en los Juegos Asiáticos de 2006 y en la Copa Asiática 2011.

## Logros

### Club
- IFA Shield: 2000
- ASEAN Club Championship: 2003[1]

### Selección nacional
- AFC Challenge Cup: 2008
- SAFF Championship: 2005
- Copa Nehru: 2007, 2009

### Individual
- Futbolista Hindú del Año: 2006[2][3]